# Chordienst
Der Chordienst ist eine Verpflichtung der Mitglieder eines Stifts oder Klosters. Er setzt sich in der Regel zusammen aus:
- der gemeinsamen Eucharistiefeier, siehe Heilige Messe und
- dem gemeinsamen Chorgebet, siehe Stundengebet.[1]

## Einzelnachweis
1. ↑  Georg Schwaiger: Mönchtum Orden Klöster. Von den Anfängen bis zur Gegenwart. Ein Lexikon. Hrsg.: Georg Schwaiger. C. H. Beck’sche Verlagsbuchhandlung, München 1993, ISBN 3-406-37314-3, Chordienst, S. 130.